# ドウルマスターズ
『ドウルマスターズ』は、佐島勤による日本のライトノベル。イラストはtarou2が担当。電撃文庫（KADOKAWA）より、2014年7月から2018年2月まで刊行された。

## あらすじ
西暦2400年代。世界は『太陽系開発機構（通称：太陽系連盟）』という大規模連盟に掌握されていた。地球上は「ポリス」と「オートン」に分けられ、日夜、資源を巡った争いが絶えなった。
そんな世界の『完全管理』を為し得た背後には、ある《機動兵器》＝《タイタニック・ドウル》の存在があった。《タイタニック・ドウル》はパイロットの「思念の力」＝「SIMA」を増幅させ物理的な戦闘力に変える機体であり、パイロットは《ドウルマスター》と呼ばれ、各勢力の主戦力となっていた。
小田原オートンで姉の朱里（あかり）と共に傭兵をし、生活をしていた早乙女蒼生（さおとめあおい）は、横浜ポリスとの戦いで、自分がドウルを操縦をするのに類い稀な才能を持つ「エクサー」であることを知る。それにより、太陽系開発機構軍直属の教育訓練機関である「磐都高等訓練校」に朱里と共に入学することになる。初めての宇宙に戸惑う蒼生であったが、そこである一人の少女と出会う。

## 登場人物

### 主要人物
早乙女蒼生（さおとめ・あおい）
本作の主人公の1人で、玲音に惚れている。小田原オートン➝磐都高等訓練校 ドールマスターコース1回生。
専用機　インドラ
玲音＝ウォード＝高城（れいね・－・たかじょう）
本作の主人公の1人で、ソフィア所属・磐都高等訓練校 ドールマスターコース1回生。
専用機　朧月（ミスティムーン）
早乙女朱理（さおとめ・あかり）
本作の主人公の1人で、蒼生の姉。小田原オートン➝磐都高等訓練校 ドールマスターコース1回生。
専用機　アイアンメイデン
如月龍一（きさらぎ・りゅういち）
本作の主人公の1人で、横浜ポリス➝磐都高等訓練校 ドールマスターコース1回生➝ゲノムス。
専用機　娑羯羅（しゃから）（横浜ポリス）➝マクリール（ゲノムス）

## 既刊一覧
- 佐島勤（著）・tarou2（イラスト） 『ドウルマスターズ』 KADOKAWA〈電撃文庫〉、全5巻
  1. 2014年7月10日発売[2]、ISBN 978-4-04-866534-6
  2. 2014年12月10日発売[3]、ISBN 978-4-04-869053-9
  3. 2016年1月9日発売[4]、ISBN 978-4-04-865659-7
  4. 2016年7月9日発売[5]、ISBN 978-4-04-892221-0
  5. 2018年2月10日発売[6]、ISBN 978-4-04-892221-0